# Jermyn
Jermyn es un borough ubicado en el condado de Lackawanna, Pensilvania, Estados Unidos. Tiene una población estimada, a mediados de 2021, de 2148 habitantes.

## Geografía
Está ubicado en las coordenadas 41°31′38″N 75°32′44″O / 41.52722, -75.54556 (41.527298, -75.545436).

## Demografía
Según la Oficina del Censo, en 2000 los ingresos medios de los hogares de la localidad eran de $32,824 y los ingresos medios de las familias eran de $39,740. Los hombres tenían ingresos medios por $29,063 frente a los $23,580 que percibían las mujeres. Los ingresos per cápita para la localidad eran de $17,417. Alrededor del 12.7% de la población estaba por debajo del umbral de pobreza.
De acuerdo con la estimación 2016-2020 de la Oficina del Censo, los ingresos medios de los hogares de la localidad son de $51,860 y los ingresos medios de las familias son de $59,428. Alrededor del 12.4% de la población está por debajo del umbral de pobreza.